# Daniele Corvia
Daniele Corvia (ur. 20 listopada 1984 w Rzymie) – włoski piłkarz grający na pozycji napastnika.

## Kariera klubowa
Corvia urodził się w Rzymie i tam też rozpoczął piłkarską karierę w juniorskiej drużynie AS Roma. Do pierwszego zespołu Corvia trafił już w sezonie 2003/2004 wcześniej występując w młodzieżowej drużynie Primavera. W Serie A zadebiutował 31 stycznia 2004 w przegranym 0:1 wyjazdowym spotkaniu z Brescią Calcio, gdy w 86. minucie spotkania zmienił Damiana Tommasiego. Wystąpił łącznie w 3 spotkaniach ligowych oraz jednym w Pucharze UEFA. Wywalczył z Romą wicemistrzostwo Włoch. W sezonie 2004/2005 wystąpił już w 13 spotkaniach Serie A, tylko we dwóch w pierwszym składzie. Na sezon 2005/2006 został wypożyczony do drugoligowej Ternany Calcio, w której zdobył swoje pierwsze 3 gole w profesjonalnej karierze. Natomiast od 2006 roku Corvia jest zawodnikiem A.C. Siena (kosztował około 400 tysięcy euro). 11 lutego 2007 w meczu z Cagliari Calcio (2:2) strzelił swojego pierwszego gola we włoskiej ekstraklasie.
W 2008 roku Corvia został wypożyczony do US Lecce, a latem tamtego roku do Empoli FC. W 2009 roku odszedł ze Sieny do Lecce, a w 2010 roku awansował z tym klubem z Serie B do Serie A.
| Sezon   | Klub           | Kraj   | Rozgrywki | Mecze | Bramki |
| ------- | -------------- | ------ | --------- | ----- | ------ |
| 2003/04 | AS Roma        | Włochy | Serie A   | 3     | 0      |
| 2004/05 | AS Roma        | Włochy | Serie A   | 13    | 0      |
| 2005/06 | Ternana Calcio | Włochy | Serie B   | 28    | 3      |
| 2006/07 | A.C. Siena     | Włochy | Serie A   | 20    | 1      |
| 2007/08 | A.C. Siena     | Włochy | Serie A   | 14    | 1      |
| 2008/09 | Empoli FC      | Włochy | Serie B   | 37    | 9      |
| 2009/10 | US Lecce       | Włochy | Serie B   | 34    | 17     |
| 2010/11 | US Lecce       | Włochy | Serie A   | 30    | 6      |
| 2011/12 | US Lecce       | Włochy | Serie A   | 12    | 1      |

## Kariera reprezentacyjna
Corvia ma za sobą 2 występy w młodzieżowej reprezentacji Włoch U-21.